# Ever free (hide with Spread Beaverの曲)
「ever free」（エヴァー・フリー）は、日本のアーティスト、hideのソロ10枚目、hide with Spread Beaver名義では3枚目となるシングル。

## 概要
hideの急逝直後に発売されたシングル。オリコンシングルチャートでも2作連続の1位を記録した。また、前作「ピンク スパイダー」が2週連続で1位であったため、オリコンシングルチャートにおいては2作によって3週間、hide with Spread Beaverが1位を独占していたことになる。
タイトルは直訳で「ずっと自由で」といった意味であるが、このような英語は存在せず、hideの造語である。また、hideは「普遍的な自由」とも言っている。
hideが生前に完成させていたシングルとしては、結果的に最後の作品となった。
またhideは前作である「ROCKET DIVE」「ピンク　スパイダー」からこの「ever free」に渡るまでの一連の楽曲を3部作の繋がった楽曲として制作しており、「ROCKET DIVE」には「若いうちは失敗を恐れずにどんどん世界へ飛び出して行こう」というメッセージが込められており、「ピンク　スパイダー」には「でも飛び出した世の中はそんなに甘くはない」という「失敗と挫折」を歌った曲であり、「ever free」には「それでも人生は何度だってやり直せる、可能性を信じて生きて行こう」というメッセージが込められた楽曲であると生前語っていた。
2007年5月2日にマキシシングル化され、再発売された。
2016年、TVアニメ『ダンガンロンパ3 -The End of 希望ヶ峰学園- 希望編』の最終話で、エンディング曲として使用された。hideのファンである原作者の希望によって実現した。
ミュージックビデオのキャデラックはhideの愛車、通称「くじら」。

## 収録曲
1. ever free
 （作詞・作曲：hide）
2. ever free (voiceless version)
（作詞・作曲：hide）
3. 隠しトラック(曲名記載なし)（5分13秒の無音のあとに「ピンク スパイダー」のサビが収録されている。この無音の長さは「ピンク スパイダー」の発売日である5月13日に因んでいる）

## 収録アルバム
- Ja,Zoo (#1)
- hide BEST 〜PSYCHOMMUNITY〜 (#1)
- hide SINGLES 〜Junk Story〜 (#1)
- hide PERFECT SINGLE BOX
- We Love hide 〜The Best in The World〜 (#1)
- “Musical Number” 〜ROCKミュージカル ピンクスパイダー〜 (#1)
- 子 ギャル (#1)

## 他のアーティストによるカバー
- KNOCK OUT MONKEY - 配信シングル「ever free」（2023年1月1日 リリース）[4]